# Cavia (Spagna)
Cavia è un comune spagnolo di 233 abitanti situato nella comunità autonoma di Castiglia e León. Fino al 2003 si chiamava Cabia